# 任萬化
任萬化（1558年—？年），字贊之，號心源、心原，府軍前衛官籍，湖廣荊州府江陵縣人。明朝政治人物。

## 生平
戊午年九月二十二日生，行一，治《易經》，萬曆四年（1576年），由國子生中式萬曆四年（1525年）丙子科順天鄉試一百二十五名舉人。萬曆十四年（1586年）登丙戌科會試一百十五名，第三甲第七十名進士。刑部觀政，本年授陕西鎮原縣知縣，丁憂歸。二十二年補合肥知縣，二十三年擢升山西道监察御史，万历二十四年（1596年）二月巡按陕西甘肃。二十五年养病，二十七年京察降用，三十四年降補代州判官。

## 家族
曾祖任昇，百戶；祖任聰，冠帶舍人；父任澤，恩榮官；母楊氏。具慶下，妻霍氏，兄萬良（百戶），弟萬機。子任之華，武進士，官昌平守御，明亡时以“我世受国恩，义不与贼共天日”而死。